# Sacatestigos

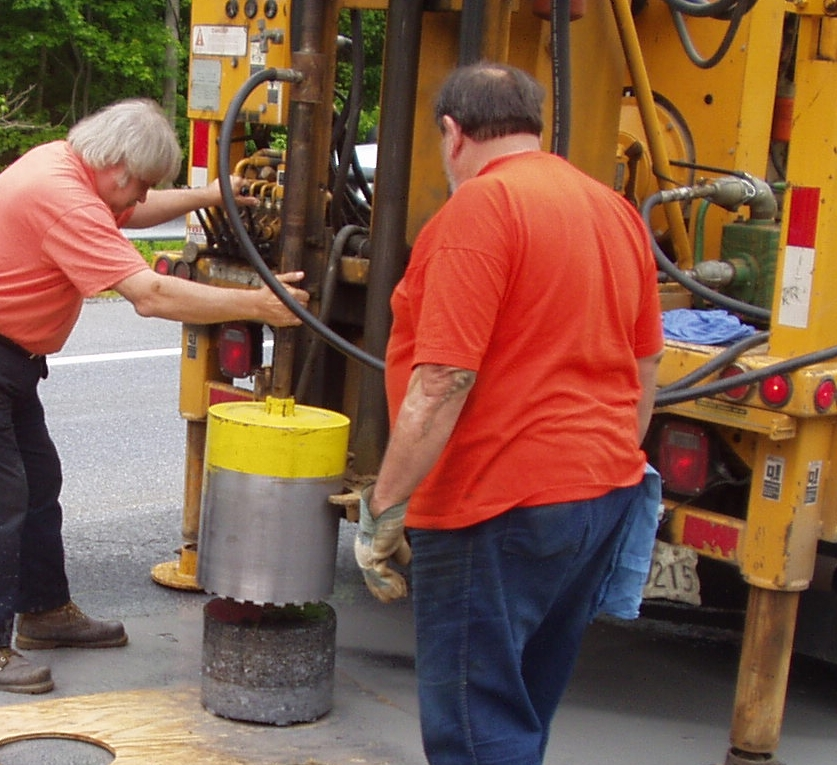
Sacatestigos montada sobre un camión.

Un sacatestigos es un tipo de barreno específicamente diseñado para extraer un trozo cilíndrico de material, de manera similar a una sierra para hacer cortes circulares. El material que queda dentro de la herramienta de perforación es denominado el testigo.
Los sacatestigos más antiguos de los cuales se tenga noticia fueron utilizados por los antiguos egipcios, hace unos 5 000 años. Los sacatestigos se utilizan en diversas circunstancias, por ejemplo cuando el testigo debe permanecer intacto (para analizar las características del suelo o material del cual se ha tomado la muestra o testigo), o cuando se puede realizar la perforación de manera más rápida ya que se debe cortar mucho menos material que con un barreno convencional. Por esta última razón en la industria de la construcción se utilizan sacatestigos con cabeza de corte de diamante para realizar agujeros para pasar tuberías, paso de hombres, u otras penetraciones de grandes dimensiones en hormigón o roca.
Los sacatestigos son utilizados con frecuencia en actividades de exploración minera donde el testigo geológico puede tener varios cientos o miles de metros de longitud. Los testigos son recuperados en la superficie de la tierra y son examinados por los geólogos para determinar los porcentajes de los diversos minerales que se hallan a diversas profundidades y los puntos de contacto estratográficos. Esta información le permite a las empresas de exploración minera o petrolera estimar el potencial de recursos mineros o petroleros de una determinada zona.